# المسياب (الصومعة)

تعديل مصدري - تعديل

المسياب هي إحدى قرى عزلة ال اليحوي بمديرية الصومعة التابعة لمحافظة البيضاء، بلغ تعداد سكانها 78 نسمة حسب تعداد اليمن لعام 2004.